# Supreme Lord
Supreme Lord – polska grupa wykonująca death metal.  Założona w 1991 w Zielonej Górze przez Reyasha. W 1995 nastąpiła zmiana nazwy na obecną - Supreme Lord. Zespół przechodził liczne zmiany składu. Przez jego szeregi przewinęło się ok. 15 gitarzystów, a jedynym stałym członkiem zespołu jest Reyash.

## Dyskografia
- At the Black Moon Night (Demo, 1995, wydanie własne)
- Metal Forever (Demo, 2000, wydanie własne)
- Death Metal Beast (Demo, 2003, wydanie własne)
- Two Tales of Terror (2003, Time Before Time Records)
- X99.9 (2004, Conquer Records)[6]
- Legion of Doom (EP, 2007, Gruft Produktion)[7]
- Father Kaos (2011, Witching Hour Productions)[8]